# Lianella Carell
Lianella Carell (6 de mayo de 1927– 22 de diciembre de 2000) fue una actriz y guionista de cine. Participó en 18 películas entre 1948 y 1958, retirándose luego para desarrollar su labor como escritora y guionista. Se la recuerda principalmente por su papel de María Ricci, la esposa del protagonista en Ladrón de bicicletas (1948) de Vittorio De Sica. 

## Biografía
Lianella Carell comenzó trabajando en Roma como periodista y escritora, entre otros medios, en la RAI, escribiendo guiones para las emisiones culturales. En contacto con el mundo del espectáculo de la capital, en 1948 entrevistó a Vittorio De Sica, justo cuando el director estaba buscando al protagonista de la película Ladrón de bicicletas. Tras realizarle una prueba de cámara le ofreció el papel que la haría famosa en poco tiempo.
Carell llegó a participar posteriormente en 16 películas, pero en ninguna de ellas encontraría el éxito de la primera. Finalmente, en 1958 decidió abandonar su carrera de actriz, continuando su profesión como escritora y guionista de cine hasta 1974. En 1956 publicó la novela La pellicana.
Continuó trabajando en la RAI hasta los años 90, interviniendo en varios programas como guionista y presentadora. Participó como guionista en la mayoría de los programas de televisión de Raffaella Carrà.
Falleció en Roma en el año 2000.

## Filmografía
- Ladrón de bicicletas (1948).
- Yo falsari (1950)
- Benvenuto, reverendo! (1950)
- Il Cristo proibito (1951)
- Viva il Cine! (1952)
- Una Mujer Ha Matado (1952)
- Ragazze da marito (1952)
- Processo contro ignoti (1952)
- Viva la rivista! (1953)
- Cose da pazzi (1954)
- Desiderio 'e suela (1954)
- Lettera napoletana (1954)
- L'oro di Napoli (1954)
- Una donna libera (1954)
- Il piccolo vetraio (1955)
- Accadde al penitenziario (1955)
- Pezzo, capopezzo e capitano (1958)
- Gli zitelloni (1958)